# Бізнес-конференція

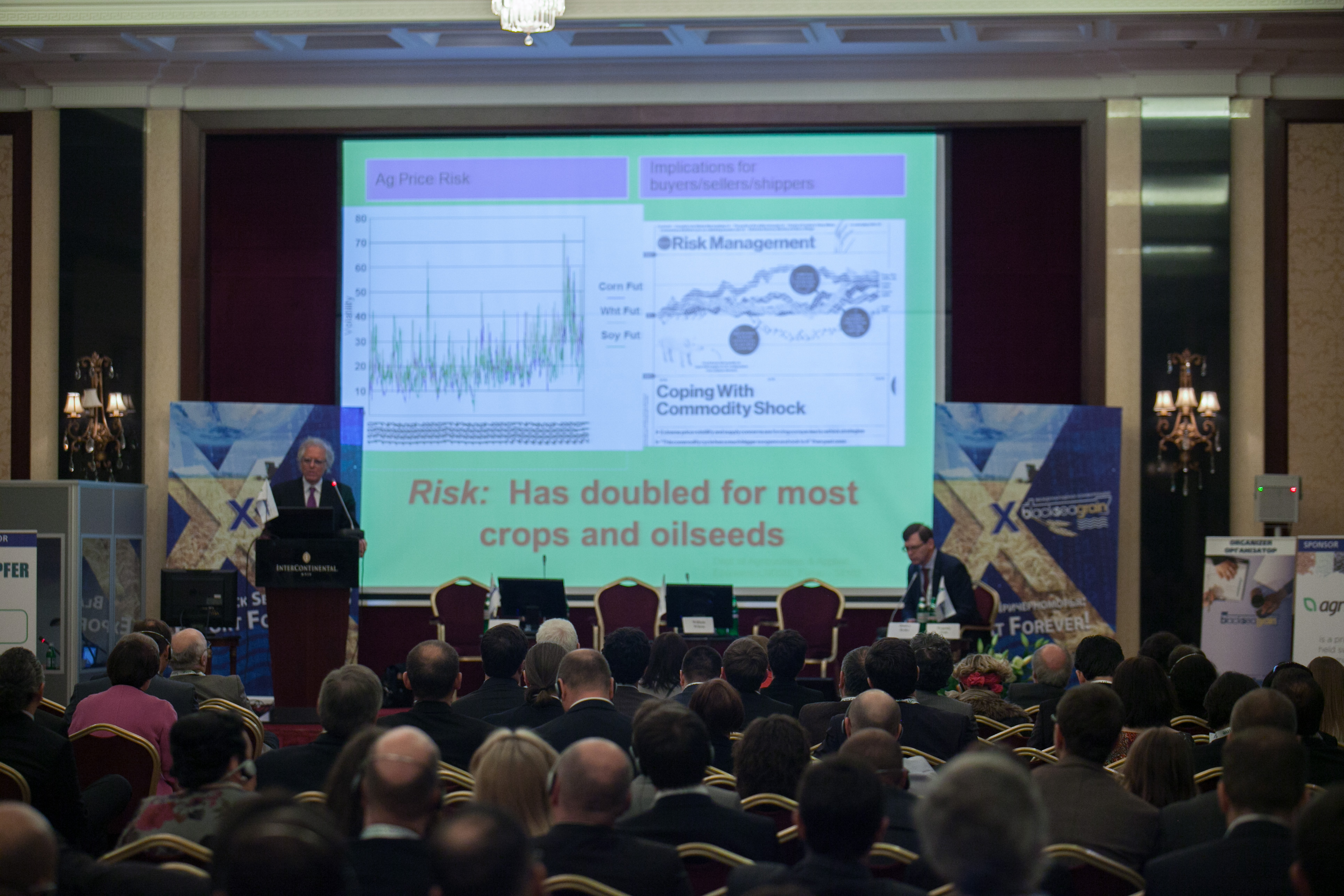
Найбільша українська щорічна аграрна конференція «BLACK SEA GRAIN»

Бізнес-конференція (ділова конференція) - збори представників однієї або кількох компаній з метою обговорення ключових проблем професійної сфери діяльності, результатів співробітництва у сфері бізнесу, обговорення проблем, що виникають при реалізації бізнес-ідеї, шляхів вирішення цих проблем, покращення взаємодії. Конференції зазвичай проводяться в конференц-залах готелів, на спеціалізованих майданчиках (конференц-центрах) або в тимчасових конструкціях на відкритому повітрі (в літній період). Під час пандемії COVID-19 багато заходів перейшли на онлайн формат (з використанням спеціалізованого програмного забезпечення або додатків відеозв'язку Zoom та інших). Організаторами ділових конференцій, зазвичай, виступають спеціалізовані конференційні компанії чи ділові ЗМІ.
Програма ділової конференції може включати різні формати публічних виступів: окремі виступи спікерів (доповідачів) з презентаціями, групові дискусії, майстер-класи, дебати, формати відкритого мікрофона (коли виступити можуть усі охочі, включаючи слухачів).
Міжнародно визнаної класифікації ділових конференцій немає, але тематично ділові конференції можна поділити кілька груп:
- Галузеві – присвячені проблемам конкретної галузі (нафтогаз, цивільна авіація, телекомунікації тощо)
- Професійні – об'єднуючі учасників за ознакою роботи у тій чи іншій професійній сфері (управління персоналом, маркетинг, закупівлі тощо)
- Загальнопідприємницькі – присвячені різним аспектам управління бізнесом. Як правило, включають виступи власників та перших осіб найбільших компаній.

Основні етапи організації ділової конференції:
- Вибір теми та розробка креативної концепції
- Розрахунок бюджету
- Підбір та оренда майданчика, необхідного технічного обладнання
- Пошук та досягнення домовленостей зі спікерами
- Залучення учасників, спонсорів та медіа-партнерів (для просування та висвітлення заходу у ЗМІ)
- Виготовлення рекламно-презентаційної та сувенірної продукції (рекламно-сувенірна продукція), друк необхідної поліграфії
- Забудова майданчика
- Організація реєстрації та знаходження учасників на майданчику
- Надання доступу до різних матеріалів конференції після її завершення (презентації, відео)